# (20231) 1997 YK
(20231) 1997 YK es un asteroide perteneciente al cinturón interior de asteroides descubierto el 18 de diciembre de 1997 por Takao Kobayashi desde el Observatorio de Ōizumi, Ōizumi, Japón.

## Designación y nombre
Designado provisionalmente como 1997 YK.

## Características orbitales
1997 YK está situado a una distancia media del Sol de 1,948 ua, pudiendo alejarse hasta 2,192 ua y acercarse hasta 1,704 ua. Su excentricidad es 0,125 y la inclinación orbital 17,966 grados. Emplea 993,43 días en completar una órbita alrededor del Sol.

## Características físicas
La magnitud absoluta de 1997 YK es 14,15. 